# The Edge of Seventeen
The Edge of Seventeen (Brasil: Quase 18 / Portugal: No Limiar dos 18) é um filme estadunidense de comédia dramática de 2016, escrito e dirigido por Kelly Fremon Craig, em sua estreia na direção. O filme é estrelado por Hailee Steinfeld, Woody Harrelson, Kyra Sedgwick e Haley Lu Richardson. A filmagem principal começou em 21 de outubro de 2015, em Vancouver, e terminou em 3 de dezembro de 2015.
O filme estreou no Festival Internacional de Cinema de Toronto 2016 em 16 de setembro de 2016, e foi lançado nos cinemas em 18 de novembro de 2016 pela STXfilms. Recebeu críticas positivas, com o desempenho de Steinfeld sendo elogiado pela crítica e arrecadou mais de US$18 milhões.

## Sinopse
Crescer não é nada fácil para alguns, como para Nadine, uma estudante que está enfrentando uma difícil situação desde que sua melhor amiga, Krista, está namorando com o seu irmão mais velho, Darian. Nadine se sente mais sozinha do que nunca, ao menos até começar uma amizade com um jovem atencioso.

## Elenco
- Hailee Steinfeld como Nadine Franklin,[8] irmã mais nova de Darian e filha de Mona e Tom. Lina Renna interpreta Nadine quando criança.
- Woody Harrelson como Max Bruner, professor do ensino médio e marido de Greer.[9]
- Haley Lu Richardson como Krista, a melhor amiga de Nadine e a namorada de Darian.[10] Ava Grace Cooper interpreta Krista como uma criança.
- Blake Jenner como Darian Franklin, irmão mais velho de Nadine e Mona e filho de Tom, namorado de Krista.[11] Christian Michael Cooper interpreta Darian quando criança.
- Hayden Szeto como Erwin Kim, o admirador estranho de Nadine.[11]
- Kyra Sedgwick como Mona Franklin, esposa de Tom e mãe de Darian e Nadine.[9]
- Eric Keenleyside como Tom Franklin, marido de Mona e pai de Darian e Nadine.
- Alexander Calvert como Nick Mossman, um garoto que atrai Nadine.
- Nesta Cooper como Shannon, amigo de Darian
- Meredith Monroe como Greer Bruner, esposa de Max

## Produção
Em 2011, a roteirista Kelly Fremon Craig enviou uma cópia de seu roteiro, Besties, ao produtor James L. Brooks, esperando que Brooks produzisse o filme. The Edge of Seventeen é a estreia na direção de Craig. Ela também produziu o filme.
Em 4 de agosto de 2015, Hailee Steinfeld foi escalada para o papel principal, enquanto Richard Sakai também foi indicado como produtor do filme. Em 24 de setembro de 2015, Woody Harrelson e Kyra Sedgwick se juntaram ao elenco do filme, com Harrelson fazendo o papel de professor do ensino médio e Sedgwick como a mãe da personagem principal. Em 6 de outubro de 2015, Blake Jenner foi escalado para o filme como o irmão mais velho de Nadine, um jogador de futebol popular e bonito que começa a namorar a melhor amiga de Nadine, Krista. Hayden Szeto foi escalado no filme como Erwin Kim, a colega de classe de Nadine, que se atrapalha várias tentativas de conquistar seu afeto durante boa parte da história. Haley Lu Richardson se juntou ao filme para interpretar a melhor amiga Krista.
A filmagem principal do filme começou em 21 de outubro de 2015, em Hollywood North, depois em Anaheim, Califórnia. As filmagens também ocorreram na área de Metro Vancouver, depois na Guildford Park Secondary School e perto de Guildford Town Centre, em Surrey, Colúmbia Britânica. Port Moody também foi exibido, com o festival de cinema ocorrendo na prefeitura. Filmagens encerradas em 3 de dezembro de 2015.

## Lançamento
The Edge of Seventeen, distribuído pela STX Entertainment, foi originalmente programado para ser lançado em 30 de setembro de 2016, antes de ser transferido para 18 de novembro. Stage 6 Films e Sony Pictures Releasing International controlam alguns direitos de distribuição do filme fora dos Estados Unidos.

### Mídia doméstica
O filme foi lançado em Blu-ray e DVD pela Universal Home Entertainment em 14 de fevereiro de 2017.

## Recepção

### Bilheteria
The Edge of Seventeen arrecadou US$14,4 milhões nos Estados Unidos e Canadá e US$4,4 milhões em outros territórios, num total de US$18,8 milhões, contra um orçamento de produção de US$9 milhões.
Na América do Norte, o filme foi lançado juntamente com as aberturas de Fantastic Beasts and Where to Find Them e Bleed for This, bem como as amplas expansões de Moonlight e Billy Lynn's Long Halftime Walk, e inicialmente arrecadaria US$8 milhões de 1,900 salas de cinema. No entanto, depois de arrecadar US$1,8 milhão em seu primeiro dia, as projeções do fim de semana foram reduzidas para US$4–5milhões; terminou com US$4,8 milhões, terminando em sétimo lugar nas bilheterias.

### Resposta crítica
No Rotten Tomatoes, o filme tem uma classificação de aprovação de 94% com base em 209 críticas, com uma classificação média de 7,91/10. Em Metacritic, o filme tem uma pontuação média ponderada de 77 em 100, com base em 38 críticos, indicando "críticas geralmente favoráveis". As audiências consultadas pelo CinemaScore deram ao filme uma nota média de "A-" na escala A+ a F.

## Premiações
| List of awards and nominations                | List of awards and nominations | List of awards and nominations    | List of awards and nominations         | List of awards and nominations | List of awards and nominations |
| Prêmio                                        | Data da cerimônia              | Categoria                         | Destinatário                           | Resultado                      | Refs                           |
| --------------------------------------------- | ------------------------------ | --------------------------------- | -------------------------------------- | ------------------------------ | ------------------------------ |
| Austin Film Critics Association               | 28 de dezembro de 2016         | Melhor Primeiro Filme             | The Edge of Seventeen                  | Indicado                       | [ 24 ] [ 25 ]                  |
| Associação de Críticos de Cinema de Chicago   | 15 de dezembro de 2016         | Cineasta mais promissor           | Kelly Fremon Craig                     | Indicado                       | [ 26 ]                         |
| Prêmios Critics' Choice Movie                 | 11 de dezembro de 2016         | Melhor Artista Jovem              | Hailee Steinfeld                       | Indicado                       | [ 27 ]                         |
| Prêmios Critics' Choice Movie                 | 11 de dezembro de 2016         | Melhor Atriz em Comédia           | Hailee Steinfeld                       | Indicado                       | [ 27 ]                         |
| Prêmios Critics' Choice Movie                 | 11 de dezembro de 2016         | Melhor Comédia                    | Kelly Fremon Craig                     | Indicado                       | [ 27 ]                         |
| Sociedade de Críticos de Cinema de Detroit    | 19 de dezembro de 2016         | Melhor Filme                      | The Edge of Seventeen                  | Indicado                       | [ 28 ]                         |
| Sociedade de Críticos de Cinema de Detroit    | 19 de dezembro de 2016         | Best Breakthrough                 | Kelly Fremon Craig (direção e roteiro) | Venceu                         | [ 28 ]                         |
| Prêmio Sindicato dos Diretores da América     | 4 de fevereiro de 2017         | Melhor Direção - Longa-Metragem   | Kelly Fremon Craig                     | Indicado                       | [ 29 ]                         |
| Prêmios Globo de Ouro                         | 8 de janeiro de 2017           | Melhor Atriz - Comédia ou Musical | Hailee Steinfeld                       | Indicado                       | [ 30 ]                         |
| Golden Tomato Awards                          | 12 de janeiro de 2017          | Melhor Filme de Comédia 2016      | The Edge of Seventeen                  | 5 lugar                        | [ 31 ]                         |
| Prêmios MTV Movie & TV                        | 7 de maio de 2017              | Filme do Ano                      | The Edge of Seventeen                  | Indicado                       | [ 32 ]                         |
| Prêmios MTV Movie & TV                        | 7 de maio de 2017              | Melhor Ator em Filme              | Hailee Steinfeld                       | Indicado                       | [ 32 ]                         |
| Associação de Críticos de Nova Iorque         | 1 de dezembro de 2016          | Melhor Primeiro Filme             | Kelly Fremon Craig                     | Venceu                         | [ 33 ]                         |
| Prémios Teen Choice                           | 13 de agosto de 2017           | Choice Movie: Drama               | The Edge Of Seventeen                  | Indicado                       | [ 34 ]                         |
| Prémios Teen Choice                           | 13 de agosto de 2017           | Choice Movie Actress: Drama       | Hailee Steinfeld                       | Indicado                       | [ 34 ]                         |
| Associação de Críticos de Cinema de Toronto   | 11 de dezembro de 2016         | Melhor Primeiro Filme             | The Edge of Seventeen                  | 2 lugar                        | [ 35 ]                         |
| Washington D.C. Area Film Critics Association | 5 de dezembro de 2016          | Melhor Performance Jovem          | Hailee Steinfeld                       | Indicado                       | [ 36 ]                         |
| Women Film Critics Circle                     | 19 de dezembro de 2016         | Melhor Atriz Jovem                | Hailee Steinfeld                       | Venceu                         | [ 37 ]                         |

## Spin-off
Em maio de 2018, foi anunciado que o YouTube Premium começou o desenvolvimento de uma série da web derivada, baseada no filme que será exclusivo de sua plataforma. Annabel Oakes está escrevendo o piloto, enquanto Fremon Craig será a produtora executiva da série. Em maio de 2020, foi confirmado por Oakes que a série havia sido cancelada.